# بيل مايو
بيل مايو (بالإنجليزية: Bill Mayo)‏ هو لاعب كرة قدم أمريكية أمريكي، ولد في 26 أبريل 1963 في تشاتانوغا في الولايات المتحدة.

## روابط خارجية
- بيل مايو على موقع كلية كرة القدم في سبورتس رفرنس.كوم (الإنجليزية)